# Jebel Sahaba
Jebel Sahaba (em árabe: جَبَل ٱلصَّحَابَة, translit. Jabal Aṣ-Ṣaḥābah, lit. ''Montanha dos Companheiros'') também conhecido como Sítio 117 é um cemitério pré-histórico no Vale do Nilo (agora submerso no Lago Nasser), perto da fronteira norte do Sudão com o Egito no Nordeste da África. Ele está associado à cultura Qadan, datada do Dryas recente cerca de 12.000 a 15.000 anos atrás, com um esqueleto tendo sido radiocarbono-datado de aproximadamente 13.140–14.340 anos atrás. As datas de apatite de 2013 indicam que o local tem pelo menos 11.600 anos.
O site é frequentemente citado como a evidência mais antiga conhecida de guerra ou violência sistêmica entre grupos, entretanto, alguns antropólogos argumentaram que as mortes estão relacionadas a pressões ambientais. Em 2021, os resultados de uma reanálise dos ossos mostram que não se tratou de um único conflito armado, mas sim de uma sucessão de episódios violentos, provavelmente exacerbados pelas mudanças climáticas.

## Descoberta
O projeto original que descobriu o cemitério foi o Projeto de Resgate da Barragem Alta da UNESCO. Foi descoberto em 1964 por uma equipe liderada por Fred Wendorf. Três cemitérios estão presentes nesta área. Destes cemitérios, dois compreendem Jebel Sahaba, com um cemitério localizado em cada lado do Nilo. Um terceiro cemitério, Tuskha, está situado nas proximidades.